# Hond van Pavlov

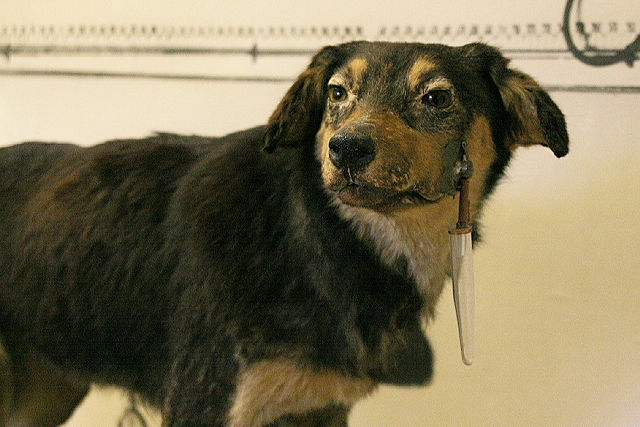
De Hond van Pavlov, Pavlov Museum, 2005

Het experiment van Ivan Pavlov dat bekendstaat onder de naam Hond van Pavlov is het bekendste voorbeeld van klassieke conditionering.

## Het experiment
Pavlov stuitte op het verschijnsel dat honden beginnen te kwijlen wanneer ze voedsel wordt aangeboden. Hij onderzocht dit verschijnsel door een signaal te geven en daarna de honden te voeren. Het signaal was geen bel, zoals vaak wordt gedacht: Pavlov maakte gebruik van onder andere het getik van een metronoom, het geluid van een harmonium, het trillen van een soort buzzer en elektrische schokken.
Oorspronkelijk kwijlden de honden alleen bij het voeren en niet bij het signaal. Nadat de combinatie van signaal gevolgd door voeren enkele keren was herhaald begonnen de honden al te kwijlen bij het geven van het signaal.
In schema:
- voedsel  →  speekselafscheiding
- (geluid + voedsel)  →  speekselafscheiding
- geluid  →  speekselafscheiding

## Conditionering
Wat Pavlov bij de honden opwekte is een voorwaardelijke reflex, en het door Pavlov ontdekte verschijnsel heet klassieke conditionering.
Wanneer een prikkel A (het signaal) herhaaldelijk voorafgaat aan prikkel B (het voeren) dat een bepaald gedrag (kwijlen) oplevert, dan zal op den duur prikkel A reeds dat gedrag opleveren, ook zonder prikkel B.
De reflex die ervoor zorgt dat een hond kwijlt bij het krijgen van voedsel is een aangeboren instinct en heet een onvoorwaardelijke reflex.
Het kwijlen dat volgt op het signaal is een aangeleerde reflex en wordt een voorwaardelijke reflex genoemd.
Een ander voorbeeld van conditionering is dat een hond gaat blaffen als er aan de deur wordt gebeld. De hond weet uit ervaring dat de deurbel een bezoeker aankondigt. De hond reageert niet op de telefoonbel.

## Verwarring
Het experiment van Pavlov heeft aanleiding gegeven tot allerlei verwarrende conclusies, waarbij het experiment te pas en te onpas wordt aangehaald. Het experiment kent dan ook zijn beperkingen:
- Pavlov gebruikte een hond om het menselijke gedrag te kunnen verklaren. Wanneer hij een kat had gebruikt, dan was de uitkomst waarschijnlijk anders geweest.
- Het kwijlen van de hond is een automatische lichamelijke reactie (als gevolg van het instinct van de hond). Dit kan niet zomaar toegepast worden bij allerlei ziekten van mensen. Door sommige medici wordt het voelen van pijn getracht te verklaren als was het een automatische reactie op bepaalde gedachten (de gedachte dat iemand verwacht pijn te gaan voelen). Het voelen van pijn is echter een waarneming en geen instinct.

## Gerelateerde onderwerpen
- Conditionering
- Klassieke conditionering
- Behaviorisme
- Psychologie